# Esqui alpino nos Jogos Olímpicos de Inverno de 2006 - Combinado masculino
A competição de combinado masculino nos Jogos Olímpicos de Inverno de 2006 aconteceu no dia 14 de fevereiro.

## Medalhistas
| Ouro   | USA Ted Ligety         |
| Prata  | CRO Ivica Kostelić     |
| Bronze | AUT Rainer Schönfelder |

## Resultados
| #  | Esquiador                          | Downhill | Slalom 1 | Slalom 2 | Total   | Diferença |
| -- | ---------------------------------- | -------- | -------- | -------- | ------- | --------- |
|    | USA Ted Ligety                     | 1:41.42  | 44.09    | 43.84    | 3:09.35 | 0.00      |
|    | CRO Ivica Kostelić                 | 1:40.44  | 44.61    | 44.83    | 3:09.88 | +0.53     |
|    | AUT Rainer Schönfelder             | 1:40.02  | 45.67    | 44.98    | 3:10.67 | +1.32     |
| 4  | SUI Daniel Albrecht                | 1:40.47  | 45.31    | 44.95    | 3:10.73 | +1.38     |
| 5  | ITA Giorgio Rocca                  | 1:41.39  | 44.88    | 44.47    | 3:10.74 | +1.39     |
| 6  | CZE Ondřej Bank                    | 1:40.50  | 45.34    | 45.16    | 3:11.00 | +1.65     |
| 7  | SUI Marc Berthod                   | 1:41.24  | 45.21    | 44.77    | 3:11.22 | +1.87     |
| 8  | FRA Pierrick Bourgeat              | 1:41.35  | 45.56    | 44.38    | 3:11.29 | +1.94     |
| 9  | ITA Peter Fill                     | 1:39.22  | 47.46    | 45.53    | 3:12.21 | +2.86     |
| 10 | NOR Kjetil Jansrud                 | 1:41.55  | 46.02    | 44.75    | 3:12.32 | +2.97     |
| 11 | SWE Markus Larsson                 | 1:41.22  | 46.38    | 44.74    | 3:12.34 | +2.99     |
| 12 | CZE Martin Vráblík                 | 1:40.50  | 46.73    | 45.18    | 3:12.41 | +3.06     |
| 13 | FRA Jean-Baptiste Grange           | 1:44.05  | 44.63    | 43.83    | 3:12.51 | +3.16     |
| 14 | GBR Noel Baxter                    | 1:42.26  | 45.64    | 44.89    | 3:12.79 | +3.44     |
| 15 | SLO Aleš Gorza                     | 1:41.31  | 46.44    | 45.16    | 3:12.91 | +3.56     |
| 16 | USA Scott Macartney                | 1:40.06  | 46.82    | 46.17    | 3:13.05 | +3.70     |
| 17 | CAN John Kucera                    | 1:41.04  | 46.67    | 45.55    | 3:13.26 | +3.91     |
| 18 | SWE Johan Brolenius                | 1:43.56  | 45.20    | 44.51    | 3:13.27 | +3.92     |
| 19 | SLO Andrej Jerman                  | 1:40.62  | 46.91    | 46.27    | 3:13.80 | +4.45     |
| 20 | CZE Kryštof Krýzl                  | 1:41.47  | 46.62    | 46.09    | 3:14.18 | +4.83     |
| 21 | CAN François Bourque               | 1:40.50  | 47.52    | 46.23    | 3:14.25 | +4.90     |
| 22 | RUS Alexandr Horoshilov            | 1:42.35  | 46.92    | 46.19    | 3:15.46 | +6.11     |
| 23 | ARG Cristian Javier Simari Birkner | 1:43.93  | 45.89    | 46.72    | 3:16.54 | +7.19     |
| 24 | RUS Pavel Chestakov                | 1:40.41  | 49.11    | 47.32    | 3:16.84 | +7.49     |
| 25 | SVK Ivan Heimshild                 | 1:43.12  | 48.13    | 47.16    | 3:18.41 | +9.06     |
| 26 | CRO Tin Široki                     | 1:44.75  | 47.40    | 48.01    | 3:20.16 | +10.81    |
| 27 | SVK Jaroslav Babušiak              | 1:43.32  | 48.86    | 48.60    | 3:20.78 | +11.43    |
| 28 | AND Roger Vidosa                   | 1:46.09  | 48.23    | 47.05    | 3:21.37 | +12.02    |
| 29 | USA Steve Nyman                    | 1:40.19  | 47.14    | 55.35    | 3:22.68 | +13.33    |
| 30 | SLO Andrej Šporn                   | 1:39.67  | 46.20    | 57.66    | 3:23.53 | +14.18    |
| 31 | BUL Mihail Sediankov               | 1:46.10  | 49.11    | 48.69    | 3:23.90 | +14.55    |
| 32 | LIE Claudio Sprecher               | 1:41.01  | 51.77    | 51.30    | 3:24.08 | +14.73    |
| 33 | CRO Natko Zrnčić-Dim               | 1:41.23  | 56.55    | 46.37    | 3:24.15 | +14.80    |
| 34 | AUT Mario Matt                     | 1:41.08  | 45.60    | 1:02.10  | 3:28.78 | +19.43    |
| 35 | ROM Florentin-Daniel Nicolae       | 1:45.81  | 53.39    | 52.69    | 3:31.89 | +22.54    |
| 36 | CAN Manuel Osborne-Paradis         | 1:39.69  | 50.11    | DNS      | DNS     |           |
| 37 | AUT Benjamin Raich                 | 1:40.42  | 44.23    | DNF      | DNF     |           |
| 38 | RUS Anton Konovalov                | 1:45.12  | 56.15    | DNF      | DNF     |           |
| 39 | CRO Ivan Ratkić                    | 1:44.71  | 48.48    | DNF      | DNF     |           |
| 40 | UKR Nikolay Skriabin               | 1:46.63  | 51.21    | DNF      | DNF     |           |
| 41 | LAT Renārs Doršs                   | 1:44.54  | 52.55    | DNF      | DNF     |           |
| 42 | CHI Jorge Mandrú                   | 1:45.81  | 52.92    | DSQ      | DSQ     |           |
| 43 | RUS Konstantin Sats                | 1:41.02  | DNS      |          | DNS     |           |
| 44 | NOR Aksel Lund Svindal             | 1:39.26  | DNF      |          | DNF     |           |
| 45 | SUI Silvan Zurbriggen              | 1:41.08  | DNF      |          | DNF     |           |
| 46 | AUT Michael Walchhofer             | 1:39.52  | DNF      |          | DNF     |           |
| 47 | CAN Ryan Semple                    | 1:41.65  | DNF      |          | DNF     |           |
| 48 | NOR Lasse Kjus                     | 1:39.63  | DNF      |          | DNF     |           |
| 49 | POL Michał Kałwa                   | 1:42.72  | DNF      |          | DNF     |           |
| 50 | BUL Stefan Georgiev                | 1:43.86  | DNF      |          | DNF     |           |
| 51 | SUI Didier Défago                  | 1:38.68  | DNF      |          | DNF     |           |
| 52 | AND Alex Antor                     | 1:43.84  | DNF      |          | DNF     |           |
| 53 | ISL Sindri M. Pálsson              | 1:46.04  | DNF      |          | DNF     |           |
| 54 | RSA Alexander Heath                | 1:47.62  | DNF      |          | DNF     |           |
| 55 | ITA Patrick Staudacher             | 1:40.52  | DNF      |          | DNF     |           |
| 56 | USA Bode Miller                    | 1:38.36  | DSQ      |          | DSQ     |           |
| 57 | BRA Nikolai Hentsch                | 1:45.42  | DSQ      |          | DSQ     |           |
| 58 | NOR Kjetil André Aamodt            | DNS      |          |          | DNS     |           |
| 59 | CZE Filip Trejbal                  | DNF      |          |          | DNF     |           |
| 60 | AUS Jono Brauer                    | DNF      |          |          | DNF     |           |

Legenda
| Recorde mundial      | Recorde mundial (World record)               |                       | Recorde africano                      | Recorde africano (African) |                                           | Q | Classificado por posição (Qualified) |
| Recorde olímpico     | Recorde olímpico (Olympic record)            | Recorde da América    | Recorde da América (Americas)         | q                          | Classificado por melhor tempo (Qualified) |   |                                      |
| Melhor marca do ano  | Melhor marca do ano (World leading)          | Recorde asiático      | Recorde asiático (Asian)              | DNS                        | Não largou (Did not start)                |   |                                      |
| Recorde nacional     | Recorde nacional (National record)           | Recorde europeu       | Recorde europeu (European)            | DNF                        | Não terminou (Did not finish)             |   |                                      |
| Recorde pessoal      | Recorde pessoal do atleta (Personal best)    | Recorde da Oceania    | Recorde da Oceania (Oceania)          | DSQ / DQ                   | Desclassificado (Disqualified)            |   |                                      |
| Recorde da temporada | Recorde da temporada do atleta (Season best) | Recorde sul-americano | Recorde sul-americano (South America) | NM                         | Sem marca (No mark)                       |   |                                      |